# Boca do Acre
Boca do Acre é um município brasileiro localizado no interior do estado do Amazonas. Pertencente à Mesorregião do Sul Amazonense e Microrregião do Purus, sua população, de acordo com estimativas do Instituto Brasileiro de Geografia e Estatística (IBGE) em 2021, era de 34 958 habitantes. Recebeu esse nome por localizar-se na foz do rio Acre no rio Purus.

## História
A cidade de Boca do Acre nasceu na confluência dos rios Acre e Purus. Em 3 de fevereiro de 1878 aportou na região o navio Anajás, de propriedade da Companhia de Navegação do Rio Amazonas, sob o comando do piloto Carepa, sendo o chefe da expedição o comendador João Gabriel de Carvalho e Melo, natural de Uruburetama, que trouxe consigo outros 56 cearenses, um amazonense, um paraense, um piauiense e um português.
O comendador João Gabriel de Carvalho e Melo, cearense que já havia adquirido fortuna na exploração da borracha, nos seringais do Baixo Purus, veio explorar as terras onde está situado hoje o município de Boca do Acre, até então desconhecidas. O comendador e seus companheiros localizaram-se em diversos pontos do território que hoje constitui o município. No local onde se acha situada a cidade, localizou-se Alexandre de Oliveira Lima, cognominado o Barão de Boca do Acre, o qual explorou grandes áreas de terras. Na localidade de Vila de Floriano Peixoto (ex-Antimari), onde foi primitivamente a sede do município, localizaram-se Antônio Escolástico de Carvalho e Firmino Alves dos Santos. A região era então habitada pelos índios apurinãs, jamamadis, catukinas, jumas, palmaris e mamoais.
Em 22.10.1890, pelo Decreto Estadual nº 67, são criados município e comarca, com a denominação de Antimarí. 
Em 10.04.1891, pela Lei nº 95, foi criada a comarca do município.
Em 28.01.1895 pela Lei Estadual nº 110, são extintos o município e a comarca.
Em 15.05.1897, pela Lei Estadual nº 166, ambos são restabelecidos, mas com nova denominação: Floriano Peixoto, verificando-se a sua reinstalação a 1 de agosto do mesmo ano.
Em 18.09.1902, pela Lei Municipal nº 8, é criado o distrito de Boca do Acre.
Em 05.11.1921, pela Lei Estadual nº 1.126, é suprimida novamente a Comarca de Floriano Peixoto.
Em 04.01.1926, pela Lei Estadual nº 1.233, é restaurada Comarca de Floriano Peixoto.
Em 02.05.1934, pelo Ato nº 3.462, a sede do município é transferida para o distrito Boca do Acre, que recebeu a categoria de vila
Em 31.03.1938, pelo Decreto-Lei Estadual nº 68, o município de Floriano Peixoto passa a denominar-se Santa Maria da Boca do Acre. Em virtude do Decreto-Lei nº 176, de 1 de Dezembro do mesmo ano, que fixou o quadro territorial do Estado em 1943, o município e o Distrito de Santa Maria da Boca do Acre passaram a denominar-se simplesmente Boca do Acre
Localizado em terras baixas, as circunstâncias naturais obrigaram o então governador do Estado, coronel Valter de Andrade, a transferir a sede do município para o Platô do Piquiá, com alusão a uma nova cidade, que se chamaria de Valterlândia em homenagem ao seu fundador.
Na década de 70, o município atravessou uma fase de grandes transformações: populacional e econômica. A corrida por novas terras, poderia ser para os que viam só sul, sudeste e centro-oeste, um novo eldorado. O Banco do Brasil se instalou no município, oferecendo a realização dos sonhos da produção. A exploração da castanha e da borracha, em decadência, mas ainda viva, se misturava ao embalo financeiro, trazido pelos investimentos dos novos habitantes.
As constantes alagações sofridas anualmente na Cidade de Boca do Acre, devido as cheias dos rios Purus e rio Acre,  o Governador do Amazonas João Walter de Andrade, que governou o Estado entre 1971 a 1975, mandou fazer uma nova Cidade localizada a 7 km de Boca do Acre. O local escolhido foi o Platô do Piquiá, terra firme e longe das alagações, assim foi elaborada uma Cidade bem planejada ficando a cargo da SETRAM (Secretaria de Estado de Transportes do Amazonas) o arruamento e serviço de drenagem para águas pluviais. O serviço de drenagem ficou a cargo de Jone Uchôa Carneiro, Topógrafo, que em 90 dias concluiu tais serviços. Apesar do esforço do Governador em tirar o pessoal das terras alagadas, quase que ninguém resolveu mudar, sofrendo assim as constantes alagações dos rios.

## Geografia
À oeste limita-se com o estado do Acre; Manoel Urbano, Sena Madureira, Bujari e Porto Acre, à leste com Pauini e Lábrea.
- Temperatura média: 27 °C
- Acesso: Via Terrestre, Via Fluvial
- Vegetação dominante: classificada como floresta tropical densa.
- Hidrografia: a rede hidrográfica do município pertence à bacia do rio Purus, que tem como afluentes principais os rios Inauini e Pauini, além de vários igarapés, todos à margem esquerda. Dentre os igarapés podem-se destacar o Capana, São Francisco, Igarapé Preto, São Domingos e Igarapé Grande.

## Economia
A economia de Boca do Acre se baseia na pecuária. O município não apresenta significativas indústrias e possui um setor de serviços pouco desenvolvido, característico de subdesenvolvimento. Mesmo sendo município do Amazonas, é altamente dependente da capital do Acre, Rio Branco.

## População
Com uma população de 34 958 habitantes, de acordo com dados do IBGE, possui um nível regular de desenvolvimento humano, comparado a outros municípios do estado do Amazonas. Este fato é explicado devido à grande quantidade de habitantes de classe média, não sendo encontrado lá nem riqueza e nem miséria.

## Eventos
- Arraial da Paróquia de São Pedro (realizado no mês de junho)
- Festival de Praia (Realizado no mês de agosto)
- Festival da Canção Inédita do Purus – FECAP(quando é realizado)
- Aniversário do Município (21 a 22 de outubro)
- ExpoBoca (entre junho a julho)
- Festa do Clube Chico da Borracha
- Festa do Clube Nazirete.
- Festa do Bar do Lago ( ponto Turístico de Boca do Acre)